# Vůz BDtax783 ČD
Přípojný vůz řady BDtax783 (dříve řada 016, původně řada 014) je přípojný vůz Českých drah zamýšlený pro přepravu na neelektrizovaných lokálních tratích s motorovými vozy řady 811, avšak ze sériové výroby motorových vozů sešlo a byl vyroben pouze jeden kus.

## Popis vozu
Vůz zvenčí vypadá prakticky stejně jako jeho předchůdce řady Btax780. Největší změny byly provedeny v interiéru výměnou sedaček za sedačky dělené s látkovými potahy a opěrkami hlavy. Bylo zvoleno uspořádání 2+3. Bylo také modernizováno WC a také byla dosazena tónovaná skla. Vozu bylo ponecháno původní inventární číslo. Bylo také namontováno průchozí řídicí vedení a napájecí potrubí. V zadní části vznikl po odstranění dvou řad sedaček zavazadlový oddíl podobný se zavazadlovým oddílem v přípojném voze řady BDtax782 ČD. Vůz byl původně označen řadou 014, ale kvůli dodávkám jednotek 814.2 s vloženými vozy 014, byl v roce 2007 vůz přeznačen na řadu 016. 

## Provoz
V roce 2020 byl provozován na víkendových vlacích Cyklohráček jako „Vůz plný balónků“ společně s jedním vozem Btax780, jedním vozem Bdtax785 a řídícím vozem Bfbdtanx792, který byl dříve tažen motorovým vozem 812 (Esmeralda) , ale od roku 2019 je vlak tažen motorovou lokomotivou 714.